# ماتس ريتس
ماتس ريتس (18 يوليو 1993 بأنتويرب في بلجيكا - ) هو لاعب كرة قدم بلجيكي في مركز الوسط. شارك مع منتخب بلجيكا تحت 17 سنة لكرة القدم ومنتخب بلجيكا تحت 19 سنة لكرة القدم. أما مع النوادي، فقد لعب مع أياكس أمستردام وبيرسخوت إيه سي وكيه في ميخيلين.

## روابط خارجية
- ماتس ريتس على موقع الاتحاد الأوربي (الإنجليزية)
- ماتس ريتس على موقع الاتحاد البلجيكي (الإنجليزية)
- ماتس ريتس على موقع قاعدة بيانات كرة القدم.إي يو (الإنجليزية)
- ماتس ريتس على موقع ليكيب (الفرنسية)
- ماتس ريتس على موقع Soccerway.com (الإنجليزية)
- ماتس ريتس على موقع عالم كرة القدم.نت (الإنجليزية)
- ماتس ريتس على موقع AS.com (الإسبانية)